# 킹 사우드 대학교
킹 사우드 대학교(아랍어: جامعة الملك سعود Jāmiʿa al-Malik Saʿūd[*], King Saud University, KSU)는 사우디아라비아리야드에 있는 공립 대학이다. 1957년 사우드 빈 압둘아지즈 왕이 사우디아라비아의 숙련 노동자 부족 문제를 해결하기 위해 설립했으며, 사우디아라비아 최초의 대학이다. 1964년부터 리야드 대학교로 알려져 있다가 1982년에 원래 이름으로 되돌아갔다. 2023년에는 독립적인 비영리 학술 기관으로 전환되었다.
킹 사우드 대학교의 현재 학생 수는 40,000명이며, 그 중 7%는 외국인 학생이다. 여학생들은 자체 징계 위원회를 가지고 있으며, 여교수들이 직접 또는 남교수들이 폐쇄 회로 TV를 통해 여학생들의 학업 진행 상황을 감독하는 센터가 있다. 이 대학은 자연과학, 인문학, 전문 연구 분야의 과정을 제공하며, 많은 과정이 수업료가 무료이다. 학부 과정의 교육 언어는 선택한 전공에 따라 영어와 아랍어이다.

## 역사

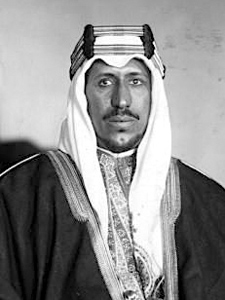
압둘아지즈 빈 사우드 국왕이 왕위에 오르기 전, 1952년

사우디아라비아 최초의 대학 설립은 젊은 국가의 교육 및 직업적 요구에 대한 응답이었다. 압둘아지즈 왕은 1932년 왕이 되어 국가 현대화 및 교육 시스템 구축의 토대를 마련하기 시작했다. 1953년 압둘아지즈의 장남인 사우드 왕이 부왕의 사망 후 왕위에 올랐고, 국무회의와 교육부를 설치했다.
훗날 사우디 국왕이 된 파흐드 왕자는 초대 교육부 장관이었다. 국무회의 첫 회의 후, 그는 첫 사우디 대학이 문화 및 과학의 전당으로 설립될 것이라고 발표했다. 파흐드 왕자는 고등 교육 증진에 전념하겠다고 말했다.
1957년, 왕실 칙령 17호에 따라 파흐드 왕자는 킹 사우드 대학교의 설립을 발표했다. 이 대학은 "과학 및 문학 연구의 기반을 넓히고, 예술과 과학에서 다른 국가들과 보조를 맞추고, 그들과 함께 발견과 발명에 기여하며, 이슬람 문명을 부흥시키고 그 혜택과 영광을 명확히 하며, 젊은이들을 미덕으로 양육하고 그들의 건강한 정신과 윤리를 보장하려는 열망"을 목적으로 설립되었다.
학생들은 1957~58학년도에 예술 대학에서 공부하기 시작했다. 그 이후 킹 사우드 대학교는 국가의 필요에 따라 더욱 발전했다.
1958년에서 1960년 사이에 과학 대학, 경영 대학(현재 공공 행정 대학) 및 약학 대학이 설립되었다.
1961년 왕실 칙령 112호는 킹 사우드 대학교가 독립적인 법인이며 자체 예산을 가지고 고등 교육을 책임지고 학술 연구를 장려하며 국내 과학 및 예술 발전을 촉진한다는 것을 인정했다. 교육부 장관을 총장으로 임명하고, 부총장과 사무총장을 두며 각 단과대학과 기관에 학장, 부학장 및 이사회를 두도록 규정했다.
1965년에 농업 대학이 설립되었고, 킹 사우드 대학교는 이전에 교육부와 유네스코의 협력 하에 있던 공학 대학과 교육 대학에 대한 통제권을 확보했다.

### 리야드 대학교
1967년 왕실 칙령 M/11호는 리야드 대학교(현재 킹 사우드 대학교)의 규정을 시행하여 이전의 모든 규정, 세칙 및 규정을 폐지했다. 새로운 규정의 주요 특징 중 하나는 대학의 행정 권한 중 하나인 고등 위원회를 설립하는 것이다. 새로운 위원회의 구성원은 두 명의 현직 또는 전직 대학 총장, 해외에서 해당 직책을 맡았던 두 명의 교수진, 또는 두 명의 국내 주요 지식인이다.
대학의 고등 위원회는 대학 업무에 대한 지배적인 권한을 가진다. 정책을 수립하고, 대학의 목표(특히 새로운 단과대학 및 학과 신설과 관련된 목표)를 이행하고 달성하기 위한 결정을 내리며, 예산 및 교수진 급여, 연금 및 재정 보상 시스템을 제안한다.
1972년 왕실 칙령 M/6호는 1967년 규정을 대체했다. 새로운 규정에 따라 대학의 고등 위원회 구성원에는 5명의 현직 또는 전직 대학 총장 또는 국내 주요 지식인이 포함된다. 또한 대학 사무총장 및 기타 두 명의 비대학 구성원도 위원회에 추가된다. 다시 한번, 이 규정은 학술 연구 및 학업을 감독하는 학술 위원회의 설립을 명시한다. 대학의 고등 위원회는 학술 위원회의 구성원 수, 책임 및 권한을 규정하는 세칙을 발행한다.
이러한 칙령들은 새로운 단과대학 설립이 시작되면서 대학의 성장하고 확대되는 요구에 대한 응답으로 발표되었다. 1958년에서 1960년 사이에 과학 대학, 경영 대학(현재 공공 행정 대학) 및 약학 대학 세 개의 단과대학이 설립되었다. 1961/1962년에 여성들이 예술 대학과 공공 행정 대학에 처음으로 입학했다.
5년 후 농업 대학이 설립되었다. 같은 해, 유네스코와 협력하여 교육부 산하에 있던 공학 대학과 교육 대학이 대학에 편입되었다. 1년 후 (1969/1970) 의과 대학이 문을 열었다. 1974/1975년에 비아랍어 사용자들을 위해 아랍어 연구소가 개설되었다. 이때 입학 및 등록, 학생 업무, 도서관 학장직도 설립되었다. 다시 1년 후 (1976) 치과 대학과 응용 의료 과학 대학이 리야드 캠퍼스에 추가되었고, 동시에 교육 대학과 함께 아브하 기반 캠퍼스를 시작했다. 1977년에는 대학원 대학이 대학의 여러 부서에서 모든 대학원 프로그램을 감독하고 조직하는 사무실을 맡았다.
아브하에서는 1979년 왕실 명령 3/M/380호에 따라 의과 대학이 설립되었고 1400년 6월 29일 왕실 지시 15128호에 따라 대학에 추가되었다. 정식 학업은 1980/1981학년도에 시작되었다.
1980년에는 카심에 농업, 수의학, 경제 및 행정의 세 단과대학을 갖춘 대학의 또 다른 분교가 문을 열었다. 정식 학업은 1980/1981학년도에 시작되었다.

### 킹 사우드 대학교

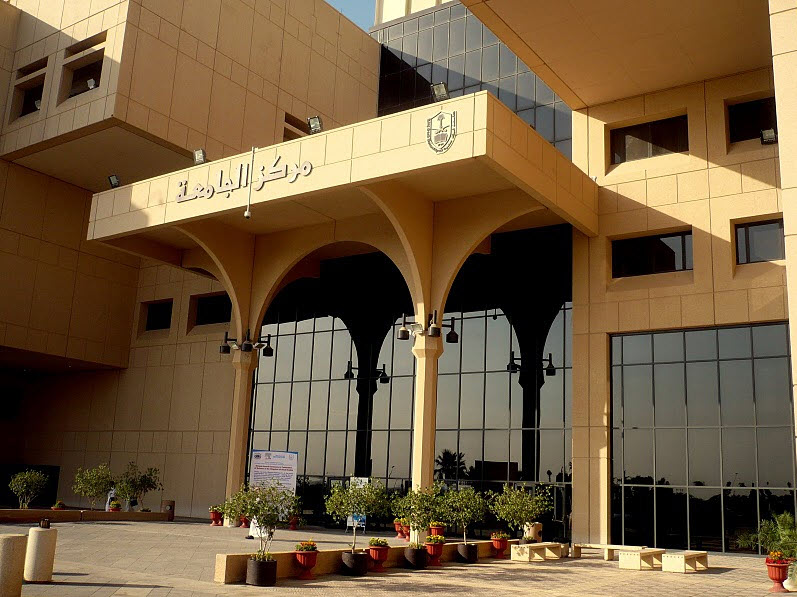
킹 사우드 대학교 입구

1982년, 개교 25주년을 기념하여 리야드 대학교는 칼리드 빈 압둘아지즈 국왕의 명령에 따라 원래 이름인 킹 사우드 대학교로 돌아갔다. 같은 해에는 지역사회 봉사 센터가 지역사회 봉사 및 평생 교육 학장실로 대체되었고, 킹 칼리드 대학교 병원(KKUH)이 공식적으로 문을 열었다.
2년 후(1983년) 두 개의 다른 단과대학이 설립되었다: 컴퓨터 및 정보 과학 대학과 건축 및 플래닝 대학. 나중에 1990년에는 언어 및 번역 연구소가 설립되었고, 4년 후에는 완전한 언어 및 번역 대학으로 전환되었다.
1993년에는 고등 교육 및 대학 위원회 시스템에 대한 왕실 비준이 발표되어 각 대학이 학술, 행정 및 재정 업무를 처리하고 일반 정책을 수행하는 자체 위원회를 구성하도록 지시했다.
1996년, 고등 교육 위원회는 컨설팅 및 연구 센터 설립을 승인하는 결정 1282/A호를 발표했으며, 이 센터는 킹 압둘라 컨설팅 및 연구 센터로 이름이 변경되었다.
1997년, 왕실 칙령 33호는 자잔에 킹 사우드 대학교 지역사회 단과대학 설립과 카심 캠퍼스에 과학 단과대학 설립을 지시했다.
1998년 3월 11일 왕실 명령 7/78/M호는 남부에 킹 칼리드 대학교를 설립하도록 명령했다. 이에 따라 이맘 대학교와 킹 사우드 대학교의 분교들이 새로운 대학을 형성했다. 같은 해, 사우디 대학의 통일된 대학원 연구 규정이 발표된 후, 대학원 대학은 대학원 학장실이 되었고, 그 해 발표된 학술 연구 시스템의 지시에 따라 학술 연구 학장실이 설립되었다.
2000년에는 카심 캠퍼스에 치의학 대학이 설립되었고, 지역사회 봉사 및 평생 교육 학장실은 응용 연구 및 지역사회 봉사 대학으로 전환되었다.
2001년 리야드 지역사회 대학이 내각 회의 73호에 따라 개교했다. 2002/2003학년도에는 알-조프에 과학 대학이 설립되었다. 같은 해에는 카심 캠퍼스에 공학 대학이 개설되었고, 알-마즈마아, 알-아플라즈, 알-쿠라야트에 지역사회 대학 설립이 승인되었다.
2003/2004학년도를 시작으로 카심 캠퍼스는 독립적인 대학이 되었다. 2003년, 고등 교육 위원회는 응용 의료 과학 대학 간호학과를 간호 대학으로 승격하는 것을 승인했다.

### 역대 총장
개교 이래 대학 총장을 역임한 인물은 다음과 같다.
| 총장                               | 부터 | 까지 |
| ---------------------------------- | ---- | ---- |
| 압둘와합 모하메드 아잠             | 1957 | 1959 |
| 셰이크 나세르 알 만쿠르            | 1959 | 1960 |
| 압둘아지즈 빈 무함마드 알 크와이터 | 1961 | 1971 |
| 압둘아지즈 빈 압둘라 알 파다       | 1971 | 1979 |
| 만수르 빈 이브라힘 알 투르키       | 1979 | 1990 |
| 아흐마드 빈 무함마드 알 두바이브   | 1990 | 1995 |
| 압둘라 빈 무함마드 알 파이살       | 1995 | 2007 |
| 압둘라 알 오스만                   | 2007 | 2012 |
| 바드란 알 오마르                   | 2012 | 2024 |
| 압둘라 알-살만                     | 2024 | 현재 |

## 캠퍼스
학교의 현재 메인 캠퍼스는 미주리주 세인트루이스에 본사를 둔 HOK 아키텍츠가 설계했다. 기계 및 전기 시스템은 뉴욕주 뉴욕시에 본사를 둔 시스카 헤네시 그룹(Syska Hennessy Group, Inc.)이 설계했다. 이 시설은 1980년대에 앨라배마주몽고메리에 본사를 둔 건설 회사인 블런트 인터내셔널이 건설했으며, 이 회사는 당시 세계에서 가장 큰 고정 가격 계약으로 약 50억 달러를 수주했다.

### 도서관
킹 살만 중앙 도서관은 7층 건물에 위치하며, 면적은 51,400 제곱미터 (553,000 ft2)이고 4,000석 이상의 좌석을 갖추고 있으며, 책, 정기 간행물, 원고, 정부 간행물, 학위 논문, 박사 논문, 언론 스크랩, 시청각 자료 및 전자 매체 컬렉션을 소장하고 있다.

### 킹 칼리드 대학교 병원
1982년에 전용 대학 병원이 개설되었으며 킹 칼리드 대학교 병원이라고 명명되었다. 이 시설은 850개의 병상을 갖추고 있으며 모든 일반 및 세부 전문 의료 서비스를 제공한다. 특별 외래 진료 건물, 20개 이상의 수술실, 그리고 모든 지원 서비스 외에 완비된 인력과 장비를 갖춘 실험실, 방사선과, 약국 서비스를 포함한다.
이 병원은 리야드 북부 지역의 사우디 환자들에게 1차 및 2차 진료 서비스를 제공한다. 또한 모든 사우디 시민에게 의뢰를 통해 3차 진료 서비스를 제공한다. 모든 진료는 킹 사우드 대학교 직원과 학생들에게 무료이다.

### 야자수 모스크 (자마아 알-나크힐)

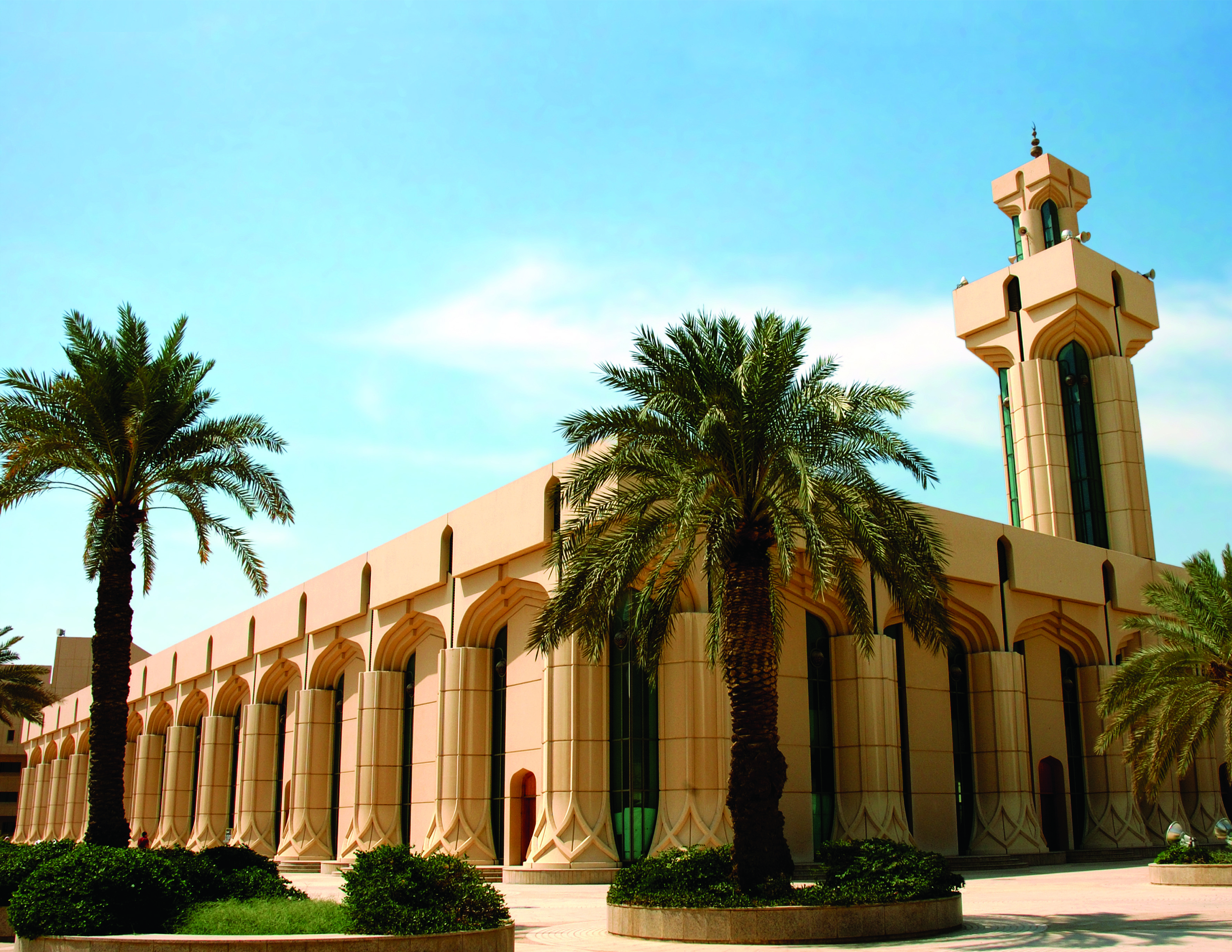
야자수 모스크, (자마아 알-나킬)

1982년, 바실 알 바야티 박사는 대학의 주요 모스크를 건설하기 위한 킹 사우드 공모전에서 1등을 차지했다. 그의 디자인은 메디나의 최초 예언자의 모스크에서 사용된 야자수 줄기 모티프를 광범위하게 통합했다. 이는 매우 칭찬받았으며 심지어 "새로운 시대, 이슬람 건축의 새로운 부흥의 시작을 알린다"고 주장되기도 했다. 문 위와 미흐라브의 내부 서예는 바그다드 서예 학교의 마지막인 가니 알라니가 했다. 그는 하솀 알-캇타트의 학생이었다. 가니 알라니는 바그다드 공과 대학에서 바야티 박사를 가르쳤다. 이 건물은 또한 1992년 아가 칸 건축상 후보로 지명되었다.

### 대학 입구 게이트 (신앙 & 지식)

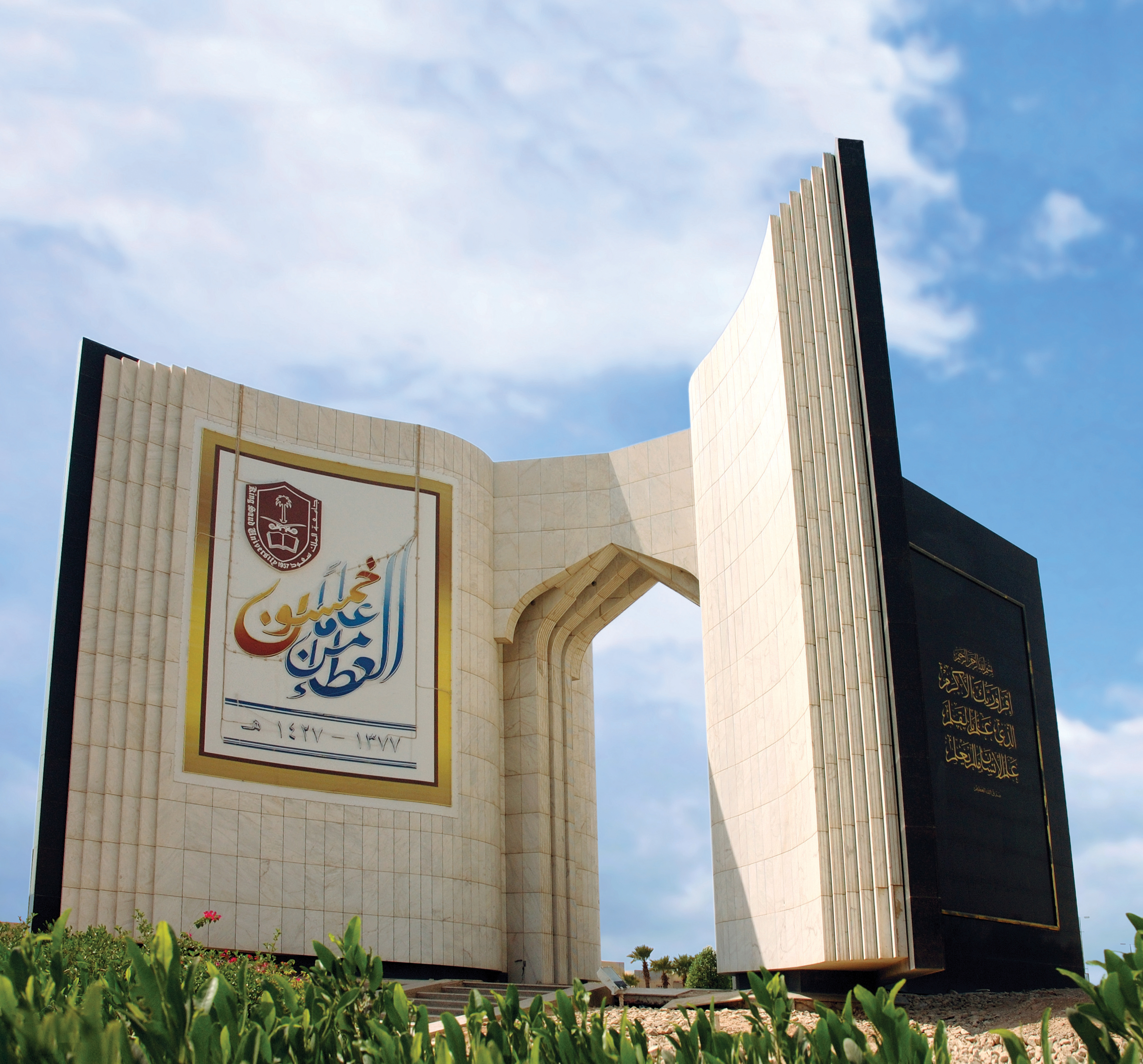
바실 알 바야티가 디자인한 킹 사우드 대학교 입구 게이트

모스크를 디자인한 것 외에도 바실 알 바야티는 신앙과 지식이라는 주제를 바탕으로 한 대학 입구 게이트도 디자인했다. 이 두 가지는 이슬람의 두 기둥으로, "이슬람은 항상 신앙과 지식이 병행되어야 한다고 요구하기 때문에 지식은 신앙 없이 존재할 수 없으며 신앙은 지식을 무시할 수 없다." "디자인은 지식과 신앙을 나타내는 두 권의 책으로 구성된다. 페이지들이 서로 맞물리도록 배치되어 신앙과 지식의 밀접한 관계를 보여준다. 각 책 표지에는 신앙과 지식에 관한 쿠란의 구절이 문자로 쓰여 있다."

## 학술
이 대학은 자연과학, 사회과학, 인문학 및 전문 연구 분야에서 광범위한 학부 과정을 제공한다. 수업료는 전액 무료이며, 사우디 및 국제 학생들에게 아낌없는 장학금이 제공된다. 학부 과정의 교육 언어는 영어와 아랍어이다. 비아랍어권 국가 출신 지원자는 아랍어 시험을 통과해야 한다. 모든 수준에서 언어 단위에서 영어 지원이 제공된다.

## 단과대학

의과대학

- 예비학년 프로그램[36]

과학 단과대학
- 건축 및 플래닝 대학[37]
- 경영대학[38]
- 공학대학[39]
- 과학 대학[40]
- 식품 및 농업 대학[41]
- 컴퓨터 및 정보 과학 대학[42]

보건 단과대학
- 의과대학[43]
- 치의학 대학[44]
- 약학 대학[45]
- 응용 의료 과학 대학[46]
- 간호 대학[47]
- 프린스 술탄 응급 의료 서비스 대학[48]

인문학 단과대학
- 예술 대학
- 교육 대학
- 법률 및 정치학 대학
- 언어 및 번역 대학
- 관광 및 고고학 대학
- 아랍어 연구소
- 교사 양성 대학
- 체육 및 스포츠 대학

지역사회 단과대학
- 응용 연구 및 지역사회 봉사 대학
- 리야드 지역사회 대학

### 과학 대학
과학 대학은 1958년에 설립되었으며 다음 학사 학위를 제공한다.
- 통계학
- 운영 연구
- 지질학
- 지구물리학
- 화학
- 생화학
- 동물학
- 식물학
- 미생물학
- 수학
- 재무 수학
- 물리학

### 경영대학
이 대학은 1959년에 설립되었고 AACSB(Association to Advance Collegiate Schools of Business)의 인가를 받았으며, 9개의 학과로 구성된다.
- 회계학
- 경제학
- 재무학
- 보건 행정학
- 경영학
- 경영 정보 시스템
- 마케팅
- 공공 행정학
- 양적 분석

### 공학대학
공학 대학은 사우디 교육부와 유네스코의 공동 프로젝트로 1962년 11월에 설립되었다. 이 프로젝트는 1969년까지 지속되었으며, 이후 대학은 킹 사우드 대학교의 공식적인 일부가 되었다. 현재 이 대학은 7개의 학과를 보유하고 있다.
- 석유 공학 (1974년 설립)
- 화학공학 (1974년 설립)
- 측량 공학 (1988년 설립)
- 토목공학 (1962년 설립)
- 산업 공학 (2002년 설립)
- 기계공학 (1962년 설립)
- 전기공학 (1962년 설립)

대학 학생 수는 1962년 17명에서 2005년 4000명 이상으로 증가했다. 같은 기간 교수진은 4명에서 210명(강사 및 조교 포함)으로 늘어났다.

### 건축 및 플래닝 대학
이 대학은 원래 1968년 공학 대학의 한 학과로 설립되었다. 1984년에는 "도시 계획" 학과를 포함하는 대학으로 확장되었다.

### 약학 대학
약학대학은 1959년에 "고품질 교육 및 연구"라는 명시된 사명으로 설립되었으며 현재 수많은 교육 및 연구 센터를 보유하고 있다. 약화학, 약리학 및 독물학, 조제학, 생약학 및 임상 약학의 다섯 개 학과가 있다. 이 대학은 6년제 학부 입학 프로그램으로 마지막 해 인턴십을 포함하는 약학 박사(Pharm.D) 프로그램을 제공한다. 또한 많은 대학원 프로그램인 석사(MSc) 및 박사(PhD)를 비롯하여 레지던시 및 펠로우십을 포함한 많은 대학원 프로그램을 제공한다.

## 주목할 만한 사건

### 2014년 학생 사망
2014년, 한 여학생이 심장마비로 캠퍼스 내에서 사망했다. 사우디 뉴스 매체 오카즈는 남성 구급대원들이 여성 구역에 1시간 이상 진입이 저지되어 사망에 이르렀다고 주장했으며, 이는 캠퍼스와 소셜 미디어에서 분노를 유발했다. 바드란 알-오마르 대학 총장은 구급대원들이 도착하자마자 건물 내로 진입이 허용되었고, 환자는 최선을 다해 치료를 받았지만 소생할 수 없었다고 밝혔다. 그녀는 지역 병원으로 옮겨졌으며, 총 개입 시간은 거의 두 시간에 달했다.

## 발견과 혁신

### 혁신 이니셔티브
- 킹 압둘라 나노기술 연구소.[52]
- 리야드 테크노 밸리 프로그램

### 컴퓨터 및 응용 과학
- PWCT - 범용 시각 프로그래밍 언어.[53][54]
- Ring - 동적 타입 범용 프로그래밍 언어.[55][56]

## 저명한 동문
- 압둘아지즈 빈 사우드 알사우드, 내무부 장관
- 압둘아지즈 빈 투르키 알사우드, 체육부 장관
- 압둘라 빈 반다르 알사우드, 국가방위부 장관
- 압둘라흐만 알-파들리, 환경수자원농업부 장관
- 아흐메드 알 카티브, 관광부 장관
- 바드르 빈 압둘라 알사우드, 문화부 장관
- 반다르 알코라이프, 산업 및 광물 자원부 장관
- 파하드 알-잘라젤, 보건부 장관
- 파이살 빈 파르한 알사우드, 외무부 장관
- 하비브 리지크 전 FPI 지도자, 인도네시아 이슬람 조직
- 하피즈 사에드, 파키스탄 이슬람 무장단체
- 하이파 알-모그린, 유네스코 주재 사우디 상임대표[57]
- 하마드 빈 모하메드 알 알-셰이크, 교육부 장관
- 이브라힘 압둘아지즈 알-아사프, 전 재무 및 외무부 장관
- 무함마드 빈 살만, 사우디아라비아 왕세자 겸 총리[58]
- 살레 압둘라 카멜, 달라 알-바라카 창립자 겸 회장[59]
- 살레 빈 나세르 알-자세르, 교통부 장관
- 타우피크 알-라비아, 하지 및 움라 장관

## 저명한 교수진
- 마흐무드 사미르 파예드, 킹 사우드 대학교 컴퓨터 프로그래머 겸 연구원
- 무자히드 캄란, 2001년부터 2004년까지 킹 사우드 대학교 부교수
- 누라 알-카흐타니, 현대 문학 및 비평 교수
- 사아드 알바제이, 영어 및 비교 문학 교수

## 같이 보기
- 이슬람 교육 기관 목록
- 사우디아라비아 왕의 이름을 딴 것들 목록
- 사우디아라비아의 대학 목록
- 프린스 술탄 첨단 기술 연구소